# (10069) Fontenelle
(10069) Fontenelle ist ein Asteroid des Hauptgürtels, der am 4. Februar 1989 vom belgischen Astronomen Eric Walter Elst am La-Silla-Observatorium (IAU-Code 809) der Europäischen Südsternwarte in Chile entdeckt wurde.
Der Himmelskörper gehört zur Eos-Familie, einer Gruppe von Asteroiden, welche typischerweise große Halbachsen von 2,95 bis 3,1 AE aufweisen, nach innen begrenzt von der Kirkwoodlücke der 7:3-Resonanz mit Jupiter, sowie Bahnneigungen zwischen 8° und 12°. Die Gruppe ist nach dem Asteroiden (221) Eos benannt. Es wird vermutet, dass die Familie vor mehr als einer Milliarde Jahren durch eine Kollision entstanden ist.
Der Asteroid wurde am 28. Juli 1999 nach dem französischen Schriftsteller und Vertreter der Frühaufklärung Bernard le Bovier de Fontenelle (1657–1757) benannt, der in der Literaturgeschichte meist nur mit seinem Familiennamen Fontenelle bezeichnet wird. 1686 erörterte er in seinem Werk Entretiens sur la pluralité des mondes die mögliche Existenz von extraterrestrischen Lebensformen und wurde erwartungsgemäß von der katholischen Kirche auf den Index gesetzt, was dem Erfolg des Werkes keinerlei Abbruch tat.